# Let's Play Cherry Bullet
Let's Play Cherry Bullet é o single álbum de debut do girl group sul-coreano Cherry Bullet. O álbum foi lançado digitalmente e fisicamente em 21 de janeiro de 2019, pela FNC Entertainment. O single contém três faixas, incluindo o single principal "Q&A".

## Histórico e lançamento
Em 7 de janeiro de 2019, a FNC Entertainment anunciou via SNS que o grupo iria estrear com o single Let's Play Cherry Bullet.
Imagens conceituais de cada um dos membros foram lançadas de 8 a 12 de janeiro. OO álbum contém três faixas, o single principal 'Q&A ","Violet" e "Stick Out ". O teaser do videoclipe foi lançado em 18 de janeiro. e o videoclipe completo em 21 de janeiro junto com o lançamento do single.

## Promoção
Cherry Bullet realizou um showcase ao vivo no YES24 Live Hall em Gwangjin-gu, Seul, em 21 de janeiro, onde eles apresentaram "Q&A" junto com "Violet" e "Stick Out".
Eles tocaram pela primeira vez o single principal no M Countdown da Mnet, seguido por apresentações no Music Bank da KBS, MBC's Show! Music Core e SBS 'Inkigayo.

## Desempenho comercial
A canção "Q&A" estreou no número 17 na parada Billboard World Digital Songs.

## Lista de músicas
| N.º            | Título         | Arrangement     | Duração |  |
| 1.             | "Q&A"          | Jel             |         |  |
| 2.             | "Violet"       | Matthew Tishler |         |  |
| 3.             | "Stick Out"    | Erik Lidbom     |         |  |
| Duração total: | Duração total: | Duração total:  | 09:46   |  |

## Gráficos
| Chart (2019)                 | Melhor Posição |
| ---------------------------- | -------------- |
| South Korean Albums ( Gaon ) | 11             |

## Histórico de lançamento
| Região        | Data                  | Formato          | Distribuidor              |
| ------------- | --------------------- | ---------------- | ------------------------- |
| Vários        | 21 de janeiro de 2019 | Download digital | FNC Entertainment Kakao M |
| Coreia do Sul | 21 de janeiro de 2019 | Download digital | FNC Entertainment Kakao M |
| CD            | 21 de janeiro de 2019 |                  | FNC Entertainment Kakao M |